# Willy Schröder
Wilhelm Otto „Willy” Schröder  (ur. 7 marca 1912 w Magdeburgu, zm. 28 września 1990 w Gersfeld (Rhön)) – niemiecki lekkoatleta, który specjalizował się w rzucie dyskiem.
W 1936 roku zajął 5. miejsce w konkursie dyskoboli podczas igrzysk olimpijskich w Berlinie. Złoty medalista mistrzostw Europy (1938). 28 kwietnia 1935 roku w Magdeburgu rzutem na odległość 53,10 ustanowił nowy rekord świata. Rezultat ten był wówczas rekordem Niemiec, jest także rekordem życiowym zawodnika.